# جايسون فوكس
جايسون فوكس (بالإنجليزية: Jason Fox)‏ هو لاعب كرة قدم أمريكية أمريكي، ولد في 2 مايو 1988 في فورت وورث في الولايات المتحدة.

## وصلات خارجية
- جايسون فوكس على موقع مرجع كرة القدم المحترفة.كوم (الإنجليزية)